# Bruno Bozzetto
Bruno Bozzetto (3 de marzo de 1938) es un animador de italiano. Comenzó su carrera como animador en 1958, cuando apenas tenía 20 años de edad. Es famoso en Italia por su creación, el Señor Rossi (Signor Rossi).

## Carrera
Bruno Bozzetto (nacido el 3 de marzo de 1938 en Milán) es un célebre animador italiano, creador de muchos cortometrajes (principalmente de naturaleza política o satírica). Creó su primer cortometraje animado "Tapum! the weapons' story" (Tapum! la historia de las armas) en 1958 a la edad de 20 años. Su personaje más famoso, un pequeño y desgraciado hombre llamado “Signor Rossi” (Señor Rossi), protagonista de siete cortometrajes animados, y del que se llegaron a realizar tres películas: “El Sr. Rossi busca la felicidad” (1976), de “Los sueños del Sr. Rossi” (1977), y “Las vacaciones del Sr. Rossi” (1977).
En 1965, Bozzetto produjo su primer largometraje animado: West and Soda, una parodia de las películas "western" americanas. En 1968, Bozzetto lanzó "VIP, mio fratello superuomo" (VIP, mi hermano superhombre), parodia del genereo de los superhéroes, muy en boga en la época. Sin embargo, su trabajo más conocido es probablemente "Allegro non troppo", película de 1976, caracterizada por ser un montaje a base de trozos de sus cortos, fijados a la música clásica a la manera de la Fantasía de Disney, pero de naturaleza más humorística, más económica en la ejecución y con temas narrativos más sofisticados. Su característica más notable es el mensaje pacifista, antibélico y ecologista que trasluce el contenido de cada episodio, acorde con el contexto social la época. Después de que una larga pausa, Bozzetto produjo en 1987, una película con personajes reales, “Sotto il ristorante cinese” (Bajo el restaurante chino), su último trabajo de estas características hasta asistir al piloto de “Mammuk” (2002), un filme animado sobre el cine en épocas prehistóricas (ahora siendo producido por Rai Cinema).
En 1995, produjo un cortometraje animado titulado "Help?” para la serie “What a Cartoon” de Hanna-Barbera y Cartoon Network, y en 1996, en cooperación con RAI y con la ayuda de ""Cartoon"" (programa de los medios de la Unión Europea), creó “La familia Espagueti”, serie de televisión de 26 episodios.
En los últimos años Bozzetto ha realizado varios cortos en Flash, entre los que cabe destacar “Europa vs. Italia", donde efectúa un ingenioso análisis de los atributos típicamente italianos confrontados a los del resto de Europa.

## Cortometrajes
- Tapum! La storia delle armi
- Una vita in scatola
- Ego
- Sigmund
- Danzando
- Cavallette
- Baeus
- Mister Tao
- Europe and italy
- To bit and not to bit
- looo
- Help!!

## Cortometrajes delSignor Rossi
- 1960 Un oscar per il Signor Rossi
- 1963 Il Signor Rossi va a sciare
- 1964 Il Signor Rossi al mare
- 1966 Il Signor Rossi compra l'automobile
- 1970 Il Signor Rossi al camping
- 1971 Il Signor Rossi al safari fotográfico
- 1974 Il Signor Rossi a Venezia

## Cortometrajes en flash
- 1999 Europa&Italia (Europe & Italy)
- 1999 Tony & Maria (4 episodi: "Monsters", "Horror", "Far West", "War")
- 2000 To bit or not to bit
- 2000 I Cosi
- 2001 west and soda
- 2001 Yes&No
- 2001 La storia del mondo per chi ha fretta
- 2002 La bicicletta in Europa e in Italia
- 2002 Adam
- 2003 Olympics
- 2004 Femminile&Maschile

## Premios y nominaciones
Premios Óscar
| Año  | Categoría                  | Película   | Resultado |
| ---- | -------------------------- | ---------- | --------- |
| 1991 | Mejor cortometraje animado | Cavallette | Nominado  |

- Bozzetto obtuvo el premio en el festival de carrera de animación de Zagreb en 1998.
- En 2007, la Universidad de Bérgamo confiere el doctorado honoris causa en "Teoría, Técnicas y Gestión de las Artes y Entretenimiento".

## Actuaciones recientes
- 2003 Festival Internacional del Cine de Bérgamo: Concesión de la carrera (mura del delle de Premio)
- 2001 Festival Internacional de la Animación de Teherán: Concesión especial del jurado (“Europa e Italia”)
- 2000 Festival de Cine de Zagreb: Concesión del jurado especial “para la observación original de la diversidad humana”
- 1998 Decimotercer Festival del mundo de Zagreb de películas animadas: Concesión del logro de la vida “para la contribución excepcional y universal al desarrollo del arte de la animación”